# クマミレン
クマミレン（ラテン文字表記：Kumamilen）は、日本のサンリオによるキャラクター。
サンリオとCHOCOLATE lnc.(株式会社チョコレイト)との共同開発された３キャラクターの一つであり、他にがおぱわるぅとぽっきょくてんがある。
主人公「グゥ」は、食いしん坊なクマのエイリアンでサンリオの宇宙人のキャラクターは彼が初となる。サンリオの公式ホームページでは「ふしぎ系」、「クマ・パンダ」に分類される。またサンリオでは珍しいSNS発のサンリオキャラクターである。

## 概要
2021年6月14日、「チョコレイト」と「サンリオ」が、SNS発の新しいサンリオキャラクターの開発を目指し発足した実験型プロジェクト「チョコがけイチゴプロジェクト」に候補キャラクターとして誕生。クマミレンは2022年1月24日に開始したセカンドステージにて初登場した。
2022年5月18日にセカンドステージにて初登場したがおぱわるぅ、ぽっきょくてんと共に同日デビュー。公式Twitterも開設され、デビューを記念した動画がサンリオの公式YouTubeチャンネルにて公開された。
2023年3月23日にデビューしたがおぱわるぅ、ぽっきょくてん、クマミレンの3人で「ぽーぱわグゥ」を結成した。
翌月4月11日サンリオキャラクター大賞の初エントリーを記念して公式TikTokが開設された。また翌日～同月30日まで描き下ろしデザインの限定QUOカードが当たるTwitterキャンペーンを実施した。

## 世界観
舞台は宇宙が出来てから間もなく小さなビッグバン(ビッグマバン)が起きて誕生した惑星「ベアース」。この惑星に暮らしているのがクマ型のエイリアン「クマミレン」である。

### キャラクター

#### グゥ[10][11]
- 誕生日：12月22日
- 出身地：惑星べアース
- 好物: ハチミツいっぱいのパンケーキとハンバーガーとはちみつれもん
- 苦手な食べ物：辛いもの
- 性格：好奇心旺盛でちょっぴりドジで食いしん坊
- 趣味：たくさん食べること
- 特技：食べること
- 好きな事：食べること
- 苦手な事：我慢すること
- 口癖：だよ～[注釈 1]
- チャームポイント：おなかがグゥってなる所とずんぐりむっくりなからだ
- 憧れていること：りょうりがじょうずになること
- 将来の夢：惑星ベアースでたくさんのお友達を作ること

### 仲間たち
ハニーダディ
初登場は2022年6月9日。惑星ベアースでカフェを経営している灰色の熊の料理人。ハニーダディはあだ名で本名は非公開である。得意料理はパンケーキではちみつ色のスカーフと毎朝きちんと手入れしているお鬚がチャームポイント。グゥにいつも手を焼いてしまうけど、とても仲良し。怒ると怖い。カフェの外ではコグマバチを飼っていて特性ハチミツを手作りしている。
UFB
初登場は2022年6月29日。未確認飛行物体の黒色の熊でクマ型のUFOに乗っている。乗っているクマミレンは判明していない。
クマゴン
初登場は2022年5月24日。もふもふの毛でおおわれた目が一つの水色の大きなクマミレン。よく卵を温めている。
マメトリオ
初登場は2022年6月16日。豆のようなマユから生まれた不気味でカワイイ三人組のクマミレン。群青色の「カシュー」はしっかり者、ピンク色の「ヘーゼル」は甘えん坊、緑色の「ピーカン」はのんびり屋さん。
ミート＆ボーン
初登場は2022年11月4日。脳と心臓が丸見えの白色のクマミレン「ミート」と骨が丸見えのクマミレン「ボーン」の仲良しコンビ。元々は一人だったがある原因でセパレートしてしまった。
スフィーさん
初登場は2022年10月24日。ペットといつも散歩しているツタンカーメンをモチーフにしたクマミレン。たまに感覚がズレている。
ウィンナーさん
初登場は2022年6月29日。グゥがいつも持っているたこさんウィンナーをモチーフにしたクマミレンのぬいぐるみ。

## サンリオキャラクター大賞の順位
- 2024年サンリオキャラクター大賞67位。
- 2023年サンリオキャラクター大賞75位。